# Haplochromis nanoserranus
Haplochromis nanoserranus foi uma espécie de peixe da família Cichlidae. Era endémica do Quénia, Tanzânia e Uganda.  Os seus habitats naturais eram lagos de água doce.